# Pjesma nad pjesmama
Pjesma nad pjesmama jedna je od knjiga Svetoga pisma Staroga zavjeta. Knjigu čini ciklus ljubavnih pjesama, koje imaju u glavnom obliku dijalog između zaručnice i zaručnika.
Na hebrejskom jeziku zove se: שיר השירים [Šir ha-Širim], na grčkom: Ἄσμα Ἀσμάτων (Asma Asmaton), latinskom: Canticum Canticorum), engleskom The Song of Songs, njemačkom Hohes lied, slovenskom Visoka pesem. Počinje riječima: „Salomonova Pjesma nad pjesmama”. Zbog toga neki autorstvo pripisuju židovskom kralju Salomonu. Drugi tumače stavak drugačije: „Pjesma nad pjesmama, koja je posvećena Salomonu”. 
Pojedini čitatelji u Pjesmi nad pjesmama vide samo prisnu ljubavnu poeziju. Židovstvo i kršćanstvo pak u pjesmi vide i snažnu prispodobu Božje ljubavi prema ljudima odnosno Kristove ljubavi prema svojoj Crkvi (što je razlog, zašto je Pjesma nad pjesmama, dio Svetoga pisma). Bog se izravno ne spominje u pjesmi. 
Jedna je od najkraćih knjiga Biblije, ima samo 117 stihova. Pripada u Mudrosne knjige Staroga zavjeta.
Bila je nadahnuće za mnoga umjetnička djela, posebno likovna. U književnosti se među ostalim, spominje u knjizi Umberta Eca: Ime ruže.

## Prijevod Pjesme nad pjesmama
Pjesma nad pjesmama je bila prevedena već u prvoj hrvatskoj Bibliji (Bartol Kašić). 2003. godine Drago Orlić i Daniel Načinović su preveli na čakavsko narječje Pjesmu nad pjesmama: Kanat vrhu svih kanti.

Ko bude zidu spodobna, od srebra kule zgor nje ćemo vrći; ko bude kako vrata, z daskami ćemo hi od cedra napro pouplati. Ja zid san, a turni su moje cice; zato san u njigovih oči bila una ka mir je svoj našla. Salamun je ima brajde tamo u Baal-Hamonu; hi je da čuvarima i saki za rod od loz mora donesti miljar srebrenjaki. Gledan moje brajde, moje, tu prid namon... Za te, Salamune, neka bude miljar srebrenjaki, a dvisto unima ki čuvaju grojze! O, ti ka kroz đardine šećeš, pretelji su bizeri kada glas ti čuju: nu, da i ja glas ti čujen! Ujdi, mladi moj, biž' ka' i gazela, kako i mladi jelen zad brige dišeće! (8,9-14)

## Ostali projekti Wikimedije
|  | Wikizvor ima izvorni tekst Pjesma nad pjesmama |

| Portal:Kršćanstvo | Portal: Kršćanstvo |